# Transposición de Smiles

Transposición de Smiles

La reacción de transposición de Smiles (reemplazo de Smiles), es una reacción de reemplazo de tipo sustitución nucleofilica aromática intramolecular.,
En esta reacción toma parte, un átomo "X" del compuesto aromático X = sulfona, sulfuro, éter o cualquier otro sustituyente capaz de desproteger al areno que lleva una carga negativa. El grupo funcional terminal "Y" debe ser capaz de actuar como un nucleofilo fuerte (por ejemplo un alcohol, amina o tiol). Por ser una reacción de tipo SNuAr el anillo debe tener un grupo que permita la reacción (NO2, SO2R).